# Vladimir Božović
Vladimir Božović (n. 13 noiembrie 1981, Peć, RS Serbia, RSF Iugoslavia) este un fost jucător muntenegrean de fotbal, care juca pe postul de fundaș, ultima oară la Mordovia Saransk.
1. ↑  Vladimir Božović, FBref
2. ↑  VLADIMIR BOZOVIC, Base de Datos del Fútbol Argentino